# 윈도우 스크립트 호스트
윈도우 스크립트 호스트(Windows Script Host, WSH)는 마이크로소프트 윈도우 운영 체제의 가상화 기술이며 배치 파일에 견줄만하지만 더 다양한 기능들을 지원하는 스크립팅 기능을 제공한다. 원래는 윈도우 스크립팅 호스트(Windows Scripting Host)라고 불렸으나 두 번째 버전에서 이름이 바뀌었다.
이는 언어 독립적이라고 할 수 있는데, 다시 말해 다른 액티브 스크립팅 언어 엔진을 이용할 수 있다는 말이 된다. 기본적으로 텍스트로만 이루어진 J스크립트 (.JS, .JSE 파일)과 VB스크립트 (.VBS, .VBE 파일)를 해석하고 실행할 수 있다. 사용자들은 다른 스크립트 엔진을 설치하여 이를테면 펄스크립트와 같은 다른 언어로 변환할 수 있다. 언어 독립적인 파일 확장자 WSF도 사용할 수 있다. 윈도우 스크립트 파일 (.WSF)의 이점은 사용자가 스크립트 언어들을 파일 하나로 묶어 사용할 수 있다는 것이다.
윈도우 스크립트 호스트는 기본적으로 윈도우 98 이상의 윈도우 버전에 깔려 설치되어 있다. 인터넷 익스플로러 5 이상이 설치되어 있다면 이 기능은 설치되어 있다. 윈도우 2000을 기점으로 윈도우 스크립트 호스트는 사용자 로그인 스크립트로 사용할 수 있게 되었다.

## 예
```
WScript
.
Echo
 
"Hello World"

WScript
.
Quit

```

## 버전 역사
| 윈도우 버전                                      | WSH 버전에 포함  | 마지막 배포 버전 |
| ------------------------------------------------ | ---------------- | ---------------- |
| 윈도우 95                                        | 없음 (별도 배포) | 5.6              |
| 윈도우 NT 4.0                                    | 없음 (별도 배포) | 5.6              |
| 윈도우 98                                        | 1.0              | 5.6              |
| 윈도우 2000                                      | 2.0 (WSH 5.1)    | 5.7              |
| 윈도우 Me                                        | 2.0 (WSH 5.1)    | 5.6              |
| 윈도우 XP / 윈도우 서버 2003                     | 5.6              | 5.7              |
| 윈도우 비스타 / 윈도우 서버 2008 / 윈도우 XP SP3 | 5.7              | 해당 없음        |
| 윈도우 7 / 윈도우 서버 2008 R2                   | 5.8              | 해당 없음        |
| 윈도우 8 / 윈도우 서버 2012                      | 5.8              | 해당 없음        |
| 윈도우 10, 윈도우 서버 2016                      | 5.812            | 해당 없음        |

## 같이 보기
- 액티브 스크립팅
- 셸 스크립트
- 윈도우 파워셸